# Eilema peperita
Eilema peperita là một loài bướm đêm thuộc phân họ Arctiinae, họ Erebidae.